# Viaduct van Millau

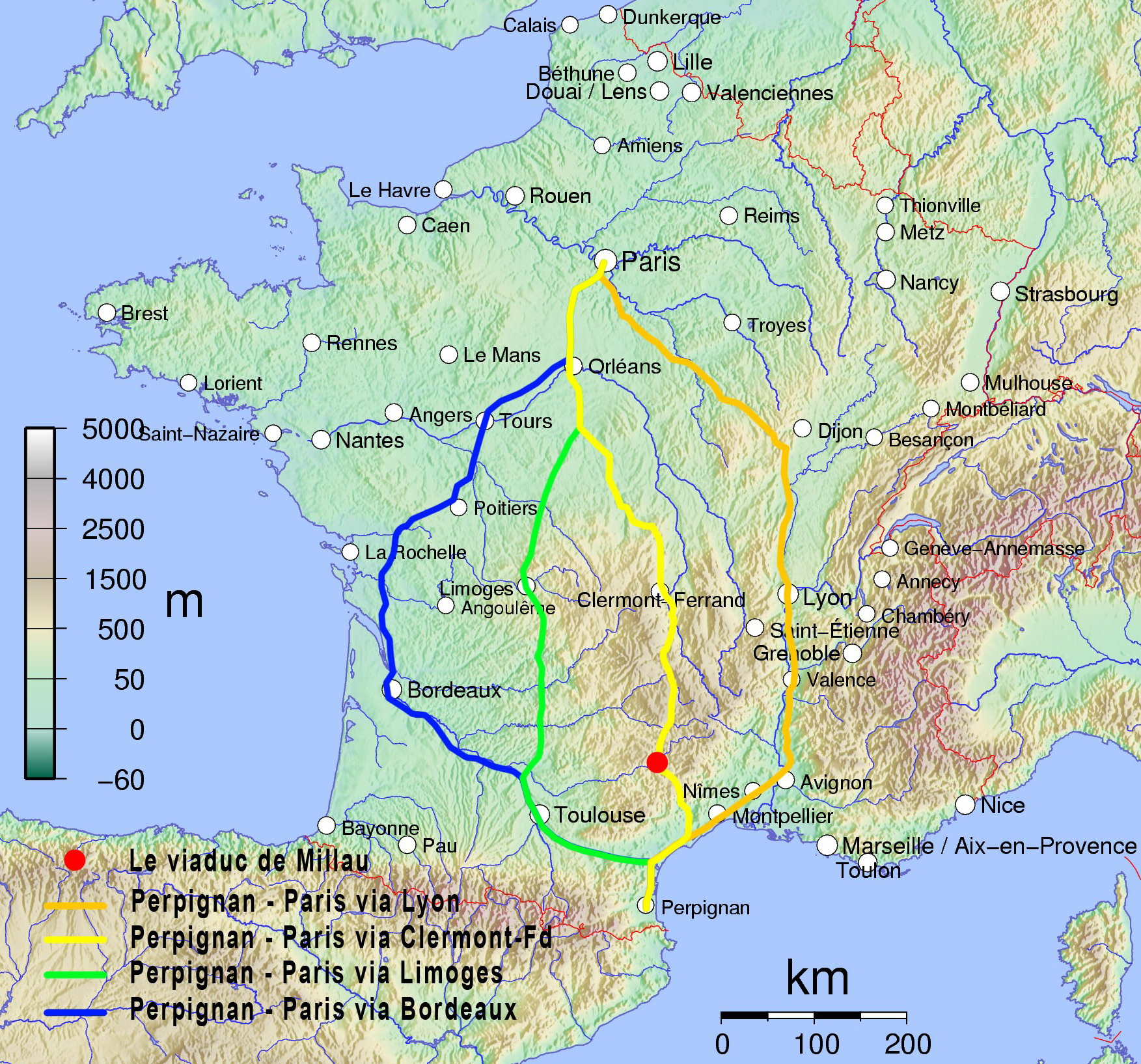
Vier mogelijkheden om het traject Parijs - Perpignan af te leggen; de rode stip is het viaduct

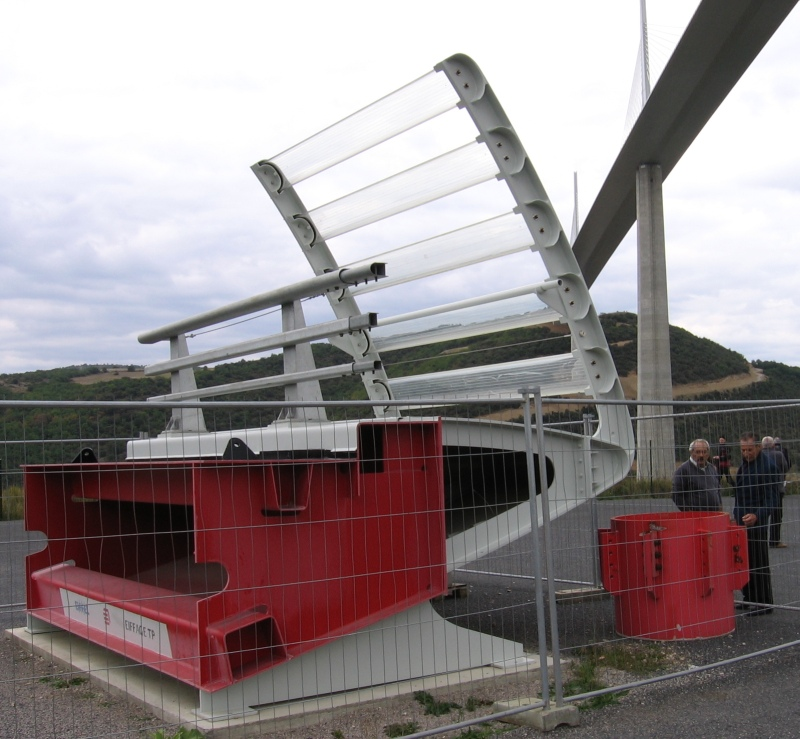
Een deel van het windscherm van het viaduct

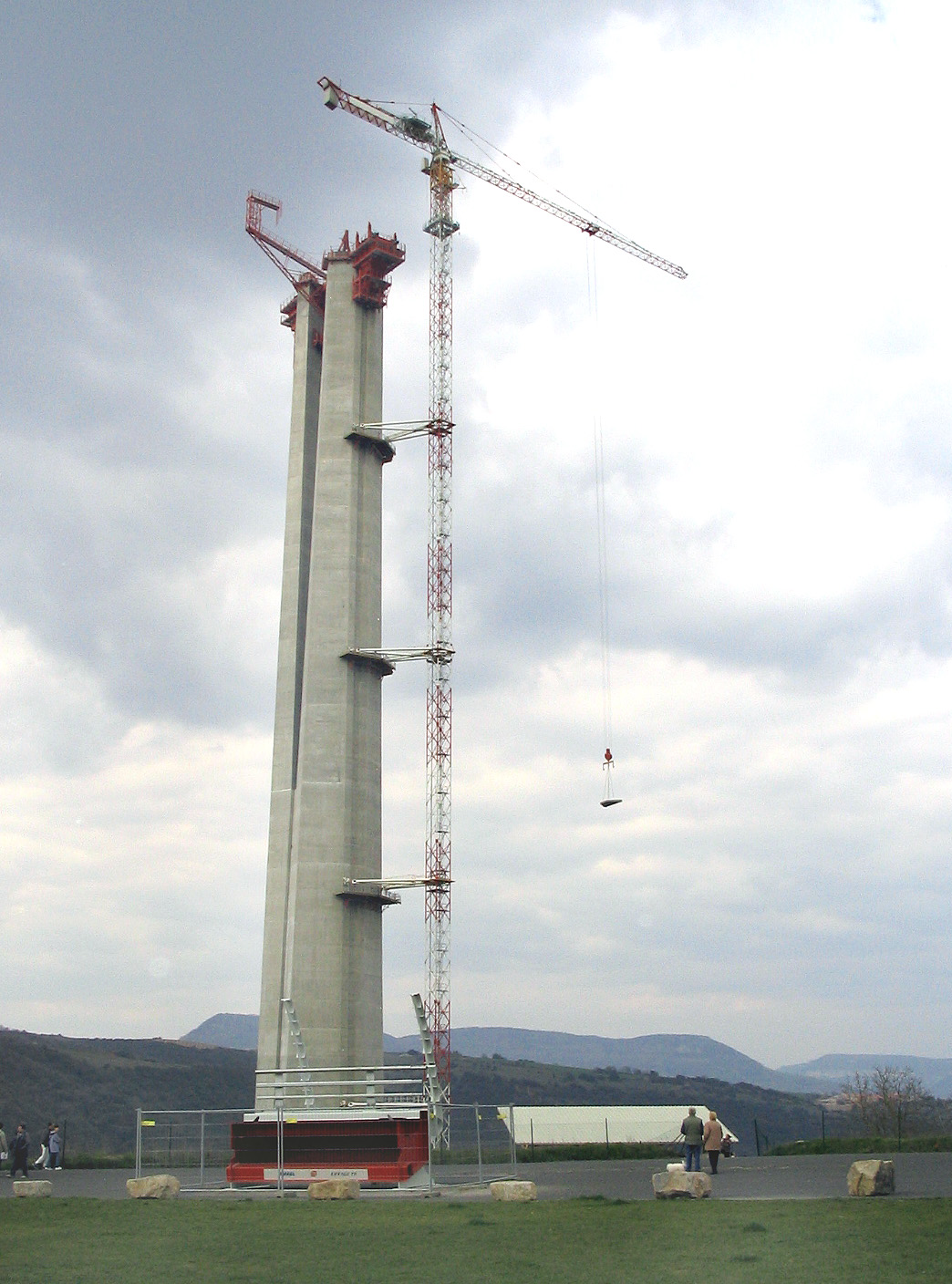
Pijler in aanbouw

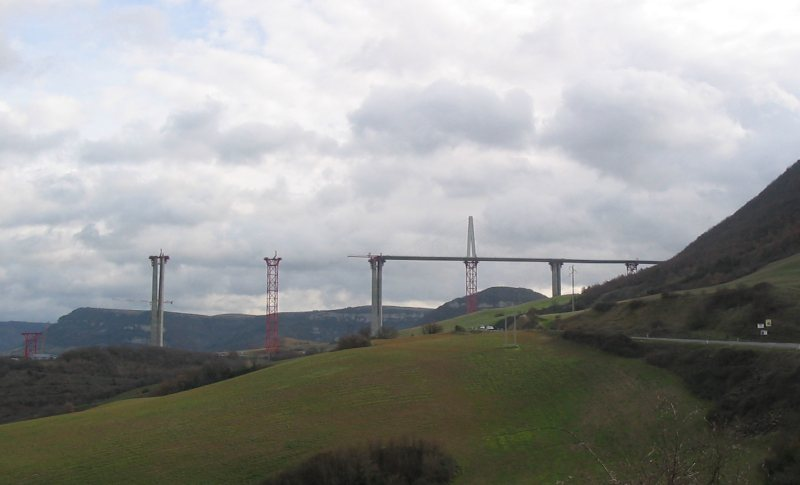
Het viaduct in aanbouw met twee tijdelijke tussenpijlers en het dek incl. de tuiconstructie die over de pijlers 'schuift'

Het Viaduct van Millau (Frans: viaduc de Millau) is een meervoudige tuiconstructie over de rivier de Tarn, in de gemeentes Millau en Creissels in het departement Aveyron in Frankrijk. Het viaduct, op 14 december 2004 geopend door de toenmalige president Jacques Chirac, is de hoogste brug ter wereld (in constructiehoogte, d.w.z. de hoogte van de brugpijlers).
Over het viaduct loopt de autosnelweg A75/E11 (La Méridienne). De A75 verbindt Clermont-Ferrand in het noorden met Béziers en Montpellier in het zuiden en is onderdeel van een belangrijke route van Parijs naar Zuid-Frankrijk. Het dal van de Tarn bij Millau was lange tijd een knelpunt in deze route omdat de Tarn alleen kon worden gepasseerd via de oude weg dwars door het centrum van Millau. Met de aanleg van het viaduct werd de A71/A75 (Parijs-Perpignan 850 km) een volwaardig alternatief voor de drukke Autoroute du soleil A6/A7 via Lyon (910 km) of de route via de A20 langs Limoges en Toulouse (880 km).

## Kenmerken
Het viaduct bestaat uit acht overspanningen, ondersteund door zeven pijlers van gewapend beton. De middelste stukken overspannen 342 meter, de uiterste overspanningen 204 meter. De brug ligt 270 meter boven de rivier de Tarn. De lengte is 2460 meter. Er zijn zeven enorme brugpijlers gebouwd, waarvan de hoogste 343 meter de lucht in reikt, iets hoger dan de Eiffeltoren. Dit is de hoogste brugpijler ter wereld. Het brugdek is 32 meter breed, en heeft in beide rijrichtingen twee rijstroken en een vluchtstrook.
Het viaduct is een van de grootste voertuigenbruggen ter wereld, bijna tweemaal zo groot als de vroegere Europese recordhouder, de Europabrücke in Oostenrijk.

### Pijlers en funderingen
Twee weken na het officieel leggen van de eerste steen, 14 december 2001, werd begonnen met het uitgraven van de putten voor de funderingen. Per pijler werden vier funderingen, vijftien meter diep en met een diameter van vijf meter, aangebracht. Boven op de funderingen kwam een betonnen zool van drie à vijf meter dik, die in één stuk van 2000 kubieke meter werd gegoten.
Vanaf maart 2002 werden de pijlers opgericht, en iedere drie dagen kwamen die ongeveer vier meter hoger. Dit werd gedaan met glijbekistingen.
Op 9 december 2003, enkele weken eerder dan gepland, waren de funderingen en pijlers klaar. Men heeft daarbij een uitzonderlijke nauwkeurigheid bereikt van twee centimeter loodrecht.

### Brugdek
Het brugdek is uit metaal vervaardigd, zodat dit deel van het viaduct transparant oogt en het geheel het landschap niet te zeer overheerst. Het brugdek weegt 36 000 ton, is 2460 meter lang en 32 meter breed. De middelste brugdelen werden geproduceerd in de fabrieken van Eiffage in Fos-sur-Mer en werden over de weg vervoerd naar Millau, via Nîmes. Aangezien het viaduct een beetje gekromd is, moest ieder onderdeel uniek zijn.
Om de secties van het brugdek te verbinden, werden aan beide kanten (zuid en noord) werven opgezet waar al het laswerk werd uitgevoerd. Aan de zuidkant werd 1742 meter in elkaar gezet, aan de noordkant 717 meter. Op die manier werd het merendeel van het werk op de grond uitgevoerd, zodat het risico van het werken op grote hoogte vermeden werd.
De plaatsing van het stalen brugdek op zijn pijlers was een technisch hoogstandje: het dek werd van twee kanten af naar het midden van de brug geschoven door middel van een systeem van vijzels (hydraulische wiggen) in de vorm van afgepunte driehoeken. De bovenste wig werd horizontaal en een stukje verticaal met hydraulische krachtsinspanningen onder de brug geschoven en vervolgens gleed deze wig over een laag teflon op de onderste wig naar beneden, zodat het geheel verplaatst werd. Het viaduct bleef daarbij op de bovenste wig rusten. Dat gebeurde met een gemiddelde snelheid van zeven meter per uur en moest uiterst precies en synchroon verlopen.
Omdat het viaduct bij hoge windsnelheden als een vliegtuigvleugel zou kunnen opstijgen, wanneer deze een stuk over een pijler hing, werden er eerst enkele stalen steunconstructies tussen de pijlers aangebracht. Deze stalen 'tussenpilaren' waren in eerste instantie noodzakelijk om de constructie tot stand te brengen, ook werden van dag tot dag de weersverwachtingen scherp in de gaten gehouden. Er werd uitsluitend gewerkt wanneer het minstens drie dagen op rij goed weer zou zijn.
In een tijd van 15 maanden werden de twee delen tegen elkaar geschoven. Op 28 mei 2004, om 14.12 uur, werden de twee zijden van het brugdek boven de Tarn aan elkaar gelast. De ongelijkheid in hoogte was minder dan een centimeter.

### Pylonen
Tijdens het naar elkaar schuiven van de twee brugdekdelen waren twee pylonen nodig om te voorkomen dat het dek (dat gedeeltelijk niet ondersteund hing) zou kantelen. De vijf andere werden eind mei 2004 geplaatst, nadat het brugdek aan elkaar gelast was.
Iedere pyloon weegt 700 ton, is 90 meter hoog en wordt ondersteund door de pijlers. De top van de pyloon boven pijler P2 bevindt zich 343 meter boven de grond.
| P1       | P2       | P3       | P4       | P5       | P6       | P7      |
| -------- | -------- | -------- | -------- | -------- | -------- | ------- |
| 94,501 m | 244,96 m | 221,05 m | 144,21 m | 136,42 m | 111,94 m | 77,56 m |

### Wegverharding
De wegverharding op het viaduct moet aan veel eisen voldoen. Naast gebruikelijke zaken als stroefheid en duurzaamheid (rafeling, spoorvorming), moet deze het stalen dek beschermen. Verder dient de verharding bestand te zijn tegen de extreme vervormingen die optreden in het stalen dek ten gevolge van temperatuur en verkeersbelasting. Naar het in 2004 toegepaste asfaltmengsel is twee jaar onderzoek gedaan.
Voor het aanbrengen van de wegverharding zijn de volgende stappen doorlopen:
1. Verwijderen van de roest op het stalen brugdek en aanbrengen primer;
2. Aanbrengen van een vier millimeter dik bitumineus membraan (Parafor Ponts) bij een temperatuur van 400 °C;
3. Aanbrengen van de asfaltlaag (na verdichting zeven centimeter dik).

### Bouw en architectuur
De bouwer van het viaduct is het bedrijf Eiffage. De dochteronderneming Compagnie Eiffage du Viaduc de Millau (CEVM) zal het viaduct 75 jaar exploiteren. De Britse architect Norman Foster maakte onderdeel uit van het ontwerpteam, samen met de Franse ingenieur Michel Virlogeux, die het basisconcept van deze tuiconstructie uitdacht. Beiden tekenden later samen ook een ontwerp voor een enkeldeksbrug voor de Oosterweelverbinding in Antwerpen.
Het viaduct is ontworpen met nadruk op de integratie in de natuur van de Gorges du Tarn. Het immense bouwwerk, dat zo'n 120 jaar moet meegaan, heeft daarom slanke en rijzige pilaren en een dun, bescheiden ogend dek gekregen. De pilaren splitsen zich ieder 90 meter onder het brugdek en verwijderen zich geometrisch van elkaar waarna ze boven het dek weer bij elkaar komen. Dit levert een esthetisch geheel van schaduwen op, zodat de aanwezigheid van het viaduct minder nadrukkelijk is.
Maar de belangrijkste reden van het zich splitsen van de betonnen pilaren is van bouwtechnische aard: Het stalen brugdek zet uit bij opwarming en krimpt bij afkoeling. Vanwege de grote overspanningslengte leidt dit tot forse vervormingen in het brugdek, met als gevolg krachten loodrecht op de pijlers. Om hiermee om te gaan is gebruik gemaakt van een eeuwenoude techniek die al werd toegepast bij de houten kiellegging van schepen: een gespleten houten paal is vele malen buigzamer dan een niet gespleten paal van dezelfde omvang. Door het splitsen van de betonnen pilaren, kunnen deze meebewegen met het uitzettende en krimpende stalen brugdek, zonder dat de draagkracht in lengterichting van de pijler afneemt.

### Specificaties
- Totale lengte brugdek: 2460 m
- Aantal pilaren: 7
  - Hoogte van pilaar 7, de kortste: 77 m
  - Hoogte van pilaar 2, de langste: 336 m (245 m op het niveau van het brugdek)
- Hoogte van pylonen: 87 m
- Aantal kabels: 154
- Dikte van het brugdek: 4,20 m
- Breedte van het brugdek: 32,05 m
- Totaal volume van gebruikt beton: 127.000 m³
- Totaal gewicht van staal: 36.000 ton
- Totaal gewicht van de brug: 290.000 ton
- Maximale windsnelheid waarop de constructie is berekend: 220 km/u (150 km/u is ooit gemeten in Millau)
- Temperatuurgrenzen waarop de constructie is berekend: -35°C - +45°C
- Totale krimp- of uitzetlengte: 2,2 m
- Langshelling van het wegdek (in noordelijke richting): 3,025%
- Boog van het wegdek: een gedeelte van het viaduct beschrijft een cirkel met straal 20 km - zo lijkt de brug "oneindig" lang.

### Kosten
Het viaduct van Millau kostte 394 miljoen euro. De bijhorende tolpoorten kostten 20 miljoen euro extra. Het bedrijf Eiffage financierde de constructie. In ruil daarvoor mag het bedrijf 75 jaar lang, tot 2080, tol vragen voor het transport. Blijkt het viaduct zeer winstgevend, dan kan deze overeenkomst al in 2044 aflopen.

## Verkeersdrukte
Het viaduct biedt een alternatief aan een doortocht door de vallei van de Rhône via de A7, of de doortocht door de stad Millau. Op die manier kan men tot een half uur winnen, en op drukke weekeinden tot enkele uren. Verder kan het nationaal en internationaal vervoer vlotter passeren. Weliswaar moet er tol betaald worden, maar dat moet ook op de andere routes, en daarnaast wordt er brandstof uitgespaard.
De tol bedroeg in 2015:
- € 4,90 voor motoren
- € 7,50 voor auto's (€ 9,40 in de zomer)
- € 11,20 voor auto's met caravan (€ 14,00 in de zomer)
- € 25,70 tot 34,20 voor kleinere dan wel grotere vrachtwagens

### Verwachte en werkelijke verkeersdrukte
Het gebruik van de tolweg werd tevoren berekend op 30 000 voertuigen per dag, zonder vertraging. Uit een studie vooraf werd het gebruik geschat op 10 000 voertuigen per dag vanaf de opening en op 20 000 vanaf 2010. Op 24 januari 2005 reden reeds meer dan 35 000 voertuigen over het viaduct, een stuk meer dan voorzien. Het eerste augustusweekend van 2005 was een zwarte zaterdag, en het viaduct ontsnapte dan ook niet aan de toeloop van toeristen: er stond ongeveer twaalf kilometer file voor de brug. In de periode na de opening stopten zelfs geregeld mensen op de vluchtstrook om te genieten van het uitzicht. De krant de Midi Libre beschreef het als Millau invente le bouchon payant (fr: "Millau vindt de betaalde file uit"). Dit probleem werd opgelost door de maximumsnelheid op het viaduct in 2005 te verminderen van 130 tot 110 km/h vanwege de vele vertragingen door toeristen die er foto's nemen en door rond Pasen 2006 de tolzone met vier rijstroken uit te breiden.
Eind augustus 2005 waren er ca. 3,2 miljoen voertuigen over het viaduct gereden, 25% meer dan verwacht. Dit bracht een bedrag van 18,5 miljoen euro aan tolgeld op. Eind juni 2006 ging het al om ongeveer 6,25 miljoen voertuigen. In 2013 reden op jaarbasis 4,7 miljoen voertuigen over het viaduct. In december 2014 na tien jaar activiteit ging het om 47 miljoen voertuigen.

## Toerisme

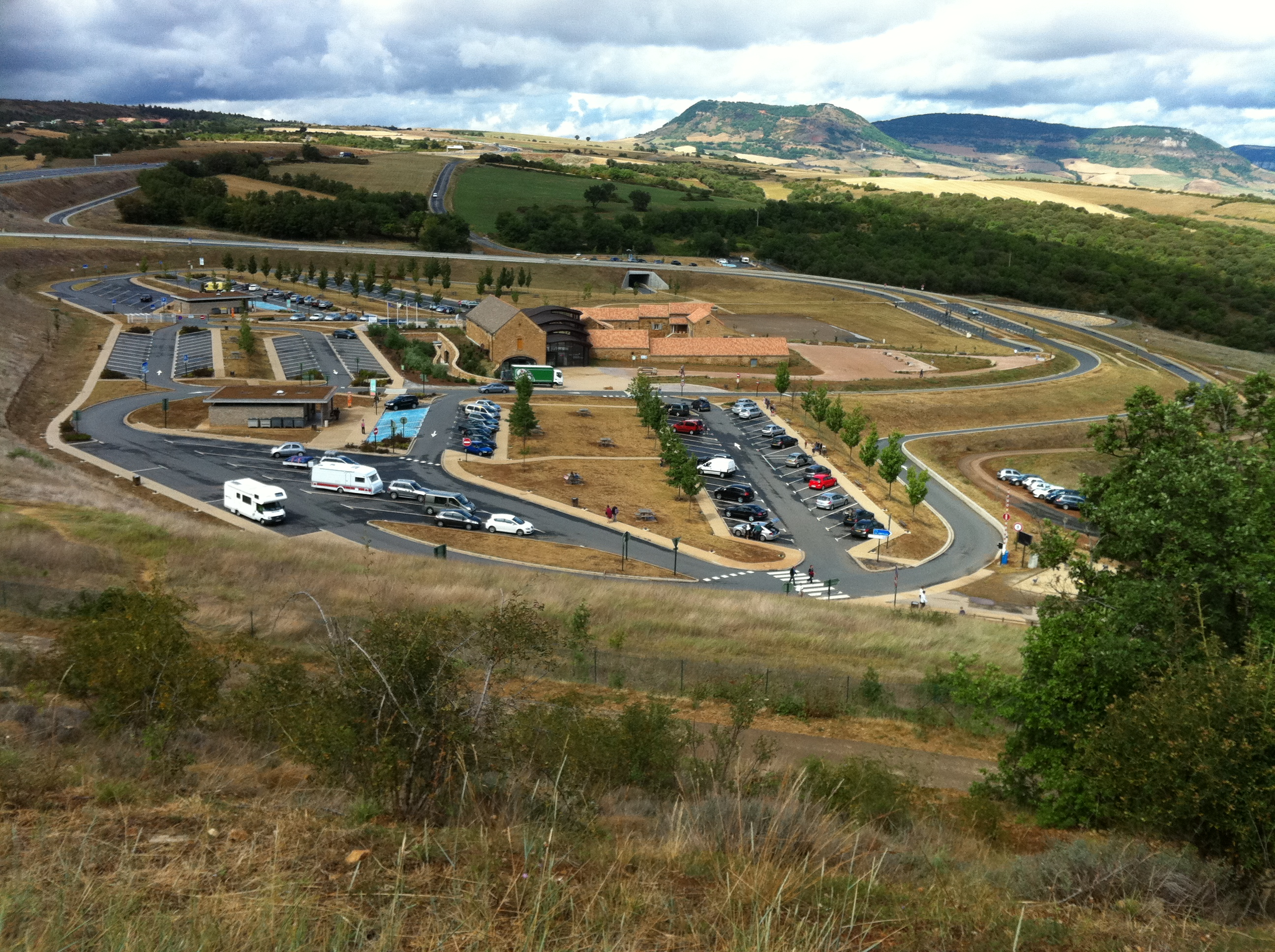
Bezoekerscentrum aan de noordzijde

De komst van het viaduct van Millau heeft een aanzienlijke invloed op het toerisme in de omgeving. Behalve het bouwwerk zelf trekken de nabijgelegen grotten van Roquefort-sur-Soulzon en het kasteeldorpje Castelnau-Pégayrols veel bezoekers. Tijdens de constructie van het viaduct kwamen er ongeveer een half miljoen mensen kijken. Nu zijn de panoramische zichten op de brug populair. Even buiten Millau onder het viaduct is een informatiecentrum met een uitzichtspunt, een expositie en de mogelijkheid om de hoogste pijler P2 van binnen te bekijken. Aan de noordzijde van de brug is bij de A75 een verzorgingsplaats aangelegd die ook te bereiken is vanaf Millau. Hier is een tweede informatiecentrum en een uitzichtspunt ter hoogte van het brugdek.
De Chinese minister van transport bezocht de brug bij de eerste verjaardag na de openstelling van het viaduct. De delegatie was geïnteresseerd in de technische moeilijkheden die bij de constructie overwonnen moesten worden en ook in de juridische en financiële kant van de zaak.

## Sportief gebruik
- Elke twee jaar wordt de brug afgesloten voor hardlopers tijdens een loopwedstrijd van 23,7 km.
- Op 27 juni 2004 maakte de Oostenrijker Felix Baumgartner een geslaagde basejump vanaf het viaduct.

## Tv en film
- Het programma Top Gear organiseerde in 2005 een challenge waarbij de drie presentatoren met een sportauto door Frankrijk raceten met het viaduct van Millau als eindpunt.
- Het viaduct is te zien in de film Mr. Bean's Holiday uit 2007.